# Gráficos de volúmenes
Gráficos de volúmenes (del inglés, volume graphics) son gráficos que consisten en vóxeles. En la realización de gráficos 3D por computadora es uno de dos modelos posibles para representar un objeto tridimensional; el otro es la representación en superficie. Los gráficos de volúmenes son utilizados para modelar objetos difusos como nubes, que no tienen superficies claras. Los gráficos de volúmenes son importantes en radiología, donde varios diagnósticos especiales producen ese tipo de datos.
La renderización de gráficos de volúmenes no es muy eficaz, así que no hay videojuegos que la utilicen, aunque podría enriquecer los juegos con efectos muy reales. El problema es que no existen unidades de procesado de gráficos que sostengan esa técnica, por lo que se han desarrollado algoritmos como Marching Cubes que transforman modelos que consistan en vóxeles en modelos de superficies; pero en general esas transformaciones no pueden reproducir todos los detalles.
- Datos: Q5886791